# Joe Blewitt
Joe Blewitt, właśc. Charles Edward Blewitt (ur. 1 listopada 1895 w Upton upon Severn, zm. 30 maja 1954 w Birmingham) – brytyjski lekkoatleta (długodystansowiec), wicemistrz olimpijski z 1920.
Na igrzyskach olimpijskich w 1920 w Antwerpii zdobył srebrny medal w biegu 3000 metrów drużynowo, razem z kolegami z zespołu Albertem Hillem i Williamem Seagrove. Na tych samych igrzyskach startował również w biegu na 5000 metrów, w którym zajął 5. miejsce.
W 1923 zwyciężył w Crossie Narodów (poprzedniku mistrzostw świata w biegach przełajowych).
Wycofał się ze startu na igrzyskach olimpijskich w 1924 w Paryżu z powodu kontuzji. Odpadł w eliminacjach biegu na 3000 metrów z przeszkodami na igrzyskach olimpijskich w 1928 w Amsterdamie.
Blewitt był mistrzem Wielkiej Brytanii (AAA) w biegu na 4 mile w 1920, 1923 i 1925, w biegu na 10 mil w 1919, w biegu na 2 mile z przeszkodami w 1924 i w biegu przełajowym w 1923. Był również mistrzem Anglii (AAA) w biegu na milę w 1923 i w biegu na 4 mile w 1925.